# The Walt Disney Company Portugal
 (mars 2021).
La mise en forme du texte ne suit pas les recommandations de Wikipédia : il faut le « wikifier ».
Les points d'amélioration suivants sont les cas les plus fréquents. Le détail des points à revoir est peut-être précisé sur la page de discussion.
- Les titres sont pré-formatés par le logiciel. Ils ne sont ni en capitales, ni en gras.
- Le texte ne doit pas être écrit en capitales (les noms de famille non plus), ni en gras, ni en italique, ni en « petit »…
- Le gras n'est utilisé que pour surligner le titre de l'article dans l'introduction, une seule fois.
- L'italique est rarement utilisé : mots en langue étrangère, titres d'œuvres, noms de bateaux, etc.
- Les citations ne sont pas en italique mais en corps de texte normal. Elles sont entourées par des guillemets français : « et ».
- Les listes à puces sont à éviter, des paragraphes rédigés étant largement préférés. Les tableaux sont à réserver à la présentation de données structurées (résultats, etc.).
- Les appels de note de bas de page (petits chiffres en exposant, introduits par l'outil «  Source ») sont à placer entre la fin de phrase et le point final[comme ça].
- Les liens internes (vers d'autres articles de Wikipédia) sont à choisir avec parcimonie. Créez des liens vers des articles approfondissant le sujet. Les termes génériques sans rapport avec le sujet sont à éviter, ainsi que les répétitions de liens vers un même terme.
- Les liens externes sont à placer uniquement dans une section « Liens externes », à la fin de l'article. Ces liens sont à choisir avec parcimonie suivant les règles définies. Si un lien sert de source à l'article, son insertion dans le texte est à faire par les notes de bas de page.
- La présentation des références doit suivre les conventions bibliographiques. Il est recommandé d'utiliser les modèles {{Ouvrage}}, {{Chapitre}}, {{Article}}, {{Lien web}} et/ou {{Bibliographie}}. Le mode d'édition visuel peut mettre en forme automatiquement les références.
- Insérer une infobox (cadre d'informations à droite) n'est pas obligatoire pour parachever la mise en page.

Pour une aide détaillée, merci de consulter Aide:Wikification.
Si vous pensez que ces points ont été résolus, vous pouvez retirer ce bandeau et améliorer la mise en forme d'un autre article.
Pour les articles homonymes, voir The Walt Disney Company et The Walt Disney Company Iberia.
The Walt Disney Company Portugal (TWDC) est située à Lisbonne, au Portugal, et c'est en 2020 que le déménagement de Fox Networks Group (FNG) a eu lieu. Actuellement au Portugal, TWDC distribue 11 chaînes, dont Disney Channel, FOX, National Geographic, 24Kitchen. Bien qu'il existe The Walt Disney Company Iberia dont le siège est à Madrid, Espagne, et qui continue à transmettre le signal des chaînes Disney Channel et Disney Junior au Portugal, les fonctions de marketing, de production, etc. relèvent des bureaux de Lisbonne.
En 2020, elles étaient, pour la cinquième année consécutive, les leaders de la télévision payante avec plus de 20 % de part d'audience parmi les chaînes par abonnement. "Pour la cinquième année consécutive, nous avons amélioré nos résultats, (...) nous nous sommes concentrés sur la force de nos marques et de nos contenus, une stratégie qui nous a permis de croître plus que la moyenne du marché de la télévision." a déclaré Luís Fernambuco, directeur général de TWDC Portugal.

## Chaînes au Portugal
- Disney Channel : C'est la chaîne principale du groupe. Elle a commencé à émettre le 28 novembre 2001 et diffuse les séries et les programmes d'animation du groupe. (par The Walt Disney Company Iberia - audio en portugais)
- Disney Junior : C'est une chaîne destinée aux enfants d'âge préscolaire. Elle a commencé à diffuser le 2 novembre 2012. (par The Walt Disney Company Iberia - audio en portugais)
- FOX : Chaîne de séries et de films de la FOX au Portugal et. qui diffuse entre autres la série The Walking Dead. (HD)
- FOX Comedy : Chaîne dédiée aux films de la FOX et aux séries humoristiques, parmi lesquelles Les Simpson, Family Guy, American Dad, etc. (HD)
- FOX Crime : Chaîne dédiée aux séries d'investigation. (HD)
- FOX Movies : Chaîne dédiée aux films. (HD)
- National Geographic (HD)
- National Geographic Wild (Diffusions en simulcast avec la version néerlandaise de la chaîne - avec audio en anglais et sous-titres en portugais) (HD)
- 24Kitchen : Chaîne culinaire. (HD)
- Baby TV

## Services devideo à la demande (VOD)
- FOX + (service à la demande avec contenu des chaînes FOX)
- Disney+ (films et séries Disney, Disney Pixar, Star Wars, National Geographic, Marvel et Star)
- Star (Disney+) (récemment arrivé et contient plus de contenu pour adultes et héberge également du contenu des chaînes FX, FXX, Freeform, ABC Signature, Hulu, 20th Century Studios, Searchlight Pictures, et autres...)[3],[4]